# كين كينغ
كين كينغ (بالإنجليزية: Ken King)‏ هو سياسي أمريكي، ولد في 28 ديسمبر 1971 في كنديان في الولايات المتحدة. حزبياً، نشط في الحزب الجمهوري. وقد انتخب عضو مجلس نواب تكساس.

## وصلات خارجية
- الموقع الرسمي